# Castianeira trifasciata
Castianeira trifasciata is een spinnensoort uit de familie van de loopspinnen (Corinnidae).
De wetenschappelijke naam van de soort werd in 1996 gepubliceerd door Chang-Min Yin et al..